# Mount Dyke, Antarktis
Mount Dyke är ett berg i Antarktis. Det ligger i Östantarktis. Australien gör anspråk på området. Toppen på Mount Dyke är 1 100 meter över havet.
Terrängen runt Mount Dyke är huvudsakligen platt. Trakten är obefolkad.